# Vombs kyrka
Vombs kyrka är en kyrkobyggnad som står på en kulle ovanför samhället Vomb. Den tillhör Veberöds församling i Lunds stift. Knappt en kilometer nordost om kyrkan ligger Vombsjön.

## Kyrkobyggnaden
Liksom så många andra skånska kyrkor härstammar Vombs kyrka från tiden omkring år 1200. Av denna ursprungliga kyrka återstår långhuset. Under 1400-talet försågs innertaket med valv. Kalkmålningar tillkom i långhuset under 1200-talet samt senare delen av 1400-talet.
År 1871 byggdes kyrkan om och då tillkom bland annat ett trappgavelstorn, ett nytt tresidigt kor och korsarmar. Arkitekten bakom ombyggnaden var Helgo Zettervall.
Vid kyrkobyggnadens södra sida stod tidigare en klockstapel av trä.

## Inventarier
- Dopfunten är av kalksten och härstammar från 1200-talet och är samtida med ursprungliga kyrkan.
- Dopfatet av mässing är från slutet av 1500-talet.
- Predikstolen är från slutet av 1500-talet.
- På läktarbarriären finns tolv snidade apostlafigurer från 1500-talet eller 1600-talet.

### Orgel
- Den nuvarande orgeln byggdes 1870 av Knud Olsen, Köpenhamn och är en mekanisk orgel. Den renoverades 1979 av A. Mårtenssons Orgelfabrik AB, Lund.

| Manual       | Pedal   |
| Borduna 16´  | Bihängd |
| Gedackt 8'   |         |
| Fugara 8'    |         |
| Principal 4' |         |
| Oktav 2'     |         |